# Phyllastrephus fischeri
Phyllastrephus fischeri é uma espécie de ave da família Pycnonotidae.
Pode ser encontrada nos seguintes países: Quénia, Moçambique, Somália e Tanzânia.
Os seus habitats naturais são: florestas secas tropicais ou subtropicais , florestas subtropicais ou tropicais húmidas de baixa altitude e matagal húmido tropical ou subtropical.